# Мацкявічюс Ернест Гедрюсович
Ернест Гедрюсович Мацкявічюс (лит. Ernestas Mackevičius, рос. Эрнест Гедревич Мацкявичюс; 25 листопада 1968, Вільнюс, Литовська РСР) — російський журналіст, телеведучий на телеканалі "Росія-1" та пропагандист.

## Біографія
Народився 25 листопада 1968 у місті Вільнюс у родині Гедрюса Казимировича Мацкявічюса (1945—2008). Батько — радянський литовський та російський театральний режисер, заслужений артист РФ. Мати — Марина Мацкявічене (1947—2011) — журналістка газет "Вечірня Росія", "Праця" та "Незалежна Газета".
В 10 років переїхав до Москви. Закінчив школу №579, в 1994 закінчив газетне відділення факультету журналістики МДУ. Вчився з багатьма майбутніми журналістами, які пізніше стануть співробітниками НТВ.

### Журналістська діяльність
Працює на телебаченні з 1991, починаючи у ролі ведучого та кореспондента програми "13-31" у телекомпанії ВІД. Пізніше працював телеведучим на 1-му каналі Останкіно.
З 1993 переходить на новостворений телеканал НТВ, куди його запросив колега по університету Володимир Ленський. У 2001 році, після того як телеканал перейшов від Гаспром-Медія, Мацкявічюс покидає телеканал разом з командою Євгена Кисельова і переходить до телекомпанії ТВ-6. З тих пір, він почав працювати телеведучим.
Брав участь у телепрограмі "Гасіть світло" з Хрюном Моржовим та Степаном Капустою.
З лютого 2002 працює на РТР, на початку - телеведучий ранкових програм, а також ведучий передвиборчих дебатів парламентських та президентських виборів 2003-2004 та 2007-2008.
В 2008—2011 разом з Марією Сіттель вів щорічну програму "Пряма лінія з Володимиром Путіним".
З 2021 року - член ради "Президентського культурних ініціатив".
Коментував інавгурацію Володимира Путіна 7 травня 2024 в прямому ефірі Першого каналу, Росія-1, НТВ та інші.

### Резонансні події
У травні 2014 в розпал війни на сході України, в телесюжеті "Присяга під стволами" про битву за Слов'янськ для демонстрації жорстокості українських військових були використані кадри з вбитим чоловіком з телевипуску датованим 18 листопада 2012. Відеоматеріал, звідки були взяті кадри, розповідав про введення режиму контртерористичної операції в Баксанському районі Кабардино-Балкарії.
Ернест Мацкявічюс разом з Дмитром Губернієвим в прямому ефірі у Стокгольмі коментував Євробачення 2016. Останній спотворим сенс пісні української співачки-переможнеці Джамали "1944", яка розповідала про депортацію кримських татар. За словами коментатора, пісня розповідала не про депортацію усіх кримських татар, а лише про її батьків, і те що сама пісня піднімає тему міграційної кризи. Сам ж Мацкявічюс назвав результати голосування журі, за якими Джамала отримала перше місце, "привзятими".

## Родина
Одружений з Аліною Ахметовою, з якою познайомився, працюючи в Державній Думі. Донька — Далія Мацкявічюс (4 лютого 2004).